# Bosco di Centorbi

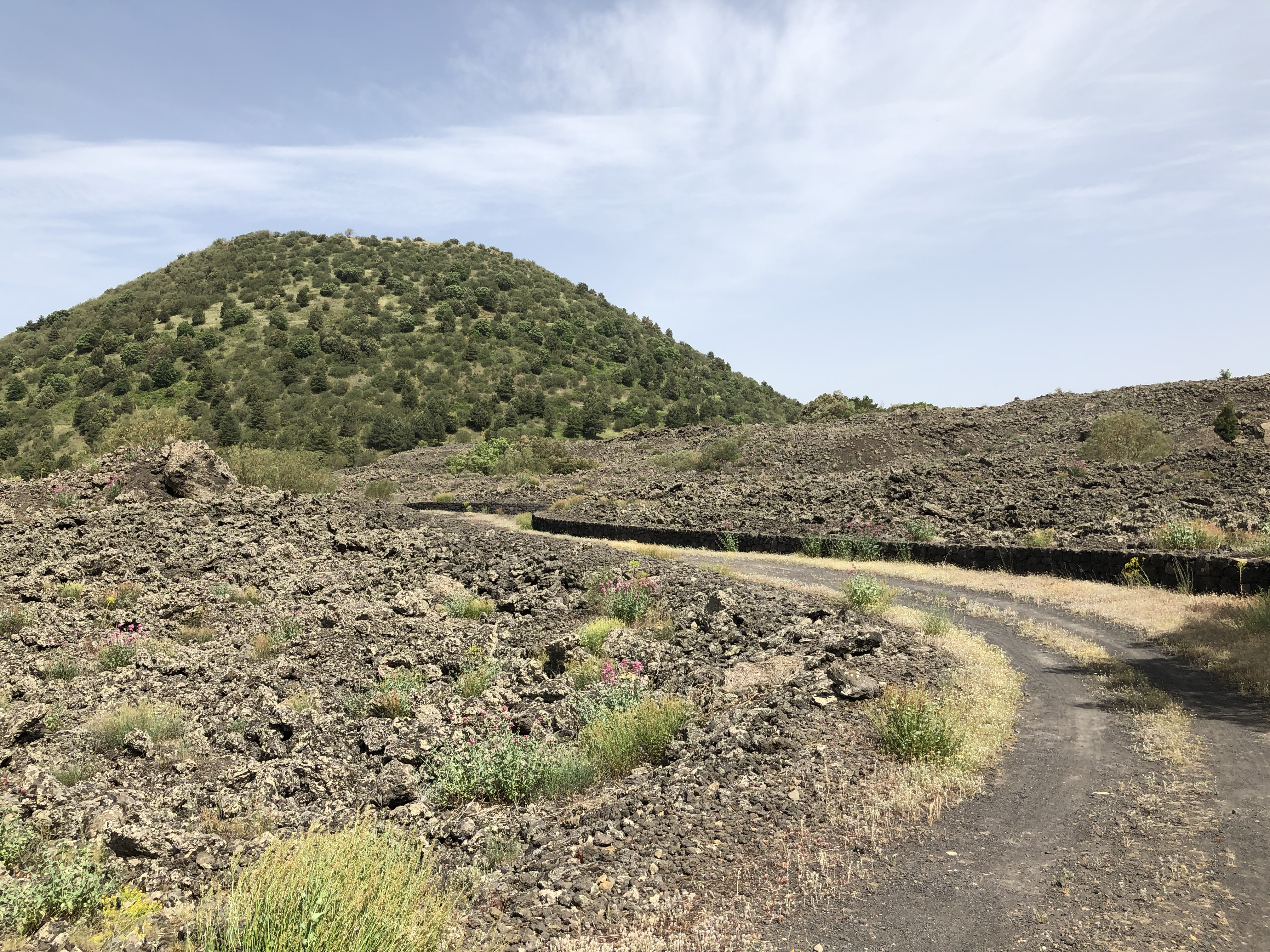
Bosco di Centorbi e Monte Ruvolo

Il Bosco di Centorbi è un'area boschiva che sorge sul versante occidentale dell'Etna, nel territorio del comune di Bronte.
Si tratta di un querceto sempreverde con dominanza di leccio (Quercus ilex) accompagnato da biancospino (Crataegus monogyna), perastro (Pyrus spp.), rosa canina e terebinto (Pistacia terebinthus). A margine vi crescono anche l'endemico bagolaro dell'Etna (Celtis tournefortii subsp. aetnensis) e la ginestra dell'Etna Genista aetnensis.
Il paesaggio è caratterizzato da numerosi crateri avventizi (Monte Minardo (1.304 m), Monte Peloso (1.269 m), Monte Ruvolo (1.410 m), Monti Tre Frati (1.384 m, 1.376 m), Monti Nespole (1.633 m, 1.725 m), anch'essi in genere coperti di bosco.
L'accesso escursionistico è dalla Casa Forestale di quota 1.160 metri, raggiungibile dall'abitato di Bronte percorrendo la strada in basolato lavico che conduce alla "Grotta della Neve", una neviera ricavata modificando un frammento di grotta lavica, usata in passato per la produzione di ghiaccio. Dalla Casa Forestale è possibile percorrere ampie e comode sterrate che attraversano la lecceta. Un sentiero a tornanti consente di salire alla cima del Monte Minardo.
Centorbi ricorda il nome che la città di Centuripe assunse nel 1548.